# کارله (ناحیه سویتاوی)
کارله (به چکی: Karle) یک منطقهٔ مسکونی در جمهوری چک است که در ناحیه سویتاوی واقع شده‌است. کارله ۳۹۵ نفر جمعیت دارد.